# Union Peak (Wyoming)
Der Union Peak (3502 m) ist ein Berg in der nördlichen Wind River Range in den Rocky Mountains. Er befindet sich im Sublette County im Bundesstaat Wyoming etwa sieben Kilometer südöstlich des Union Passes, einem Übergang, der früher von Indianern, Trappern und Pelzhändlern genutzt wurde. Sowohl der Pass als auch der Berg sind Teil der Nordamerikanischen Kontinentalen Wasserscheide. Der Name des Berges und des Passes wurde im Jahr 1860 von William F. Raynolds kreiert, als er unter Führung von Jim Bridger den Pass überquerte.

## Lage und Umgebung
Der Union Peak ist der letzte, nordwestlichste Gipfel im von Südost nach Nordwest verlaufenden Hauptkamm der Wind River Range, der Teil der Kontinentalen Wasserscheide ist. Im Bereich des Union Peaks bildet dieser Kamm gleichzeitig die Grenze zwischen dem Shoshone National Forest im Nordosten und dem Bridger-Teton National Forest im Südwesten.
Der Berg zeigt nach allen Seiten vorwiegend grasige Flanken, unterbrochen von ein paar felsigen, granitartigen Aufschlüssen, besonders im Bereich des über einige hundert Meter nahezu ebenen, in südöstlicher Richtung verlaufenden Gipfelkamms. Das Gelände ist nicht sonderlich steil, die durchschnittliche Neigung beträgt 10 Grad. In Form von verbliebenen Resten von Moränenstrukturen ist die frühere Vergletscherung erkennbar. Die Böden sind schwach entwickelt, die Erosion mäßig. Die Waldgrenze liegt ungefähr bei 3100 m, einzelne Bäume finden sich bis 3170 m. Darüber findet sich alpine Tundra mit anspruchslosen Gräsern, Seggen, krautigen Pflanzen, und niedrigen, hölzernen Sträuchern sowie vereinzelt Krummholz in Form der Weißstämmigen Kiefer (Pinus albicaulis), das mancherorts bis auf eine Höhe von 3200 m anzutreffen ist.
Der nächste Gipfel im Hauptkamm ist südlich der etwas über 8 Kilometer entfernte Three Waters Mountain (3566 m), der tiefste Sattel zwischen diesen Bergen misst etwa 3200 m. Der Three Waters Mountain bildet eine dreifache Wasserscheide, das an seinen Flanken abfließende Wasser fließt über den Mississippi in den Golf von Mexiko, über den Columbia River in den Pazifik und über den Colorado in den Golf von Kalifornien.

## Alpinismus
Üblicherweise wird der Berg von Nordwesten erstiegen. Der Ausgangspunkt liegt hierbei meist in der Nähe des Union Passes. Erreicht werden kann dieser vom Highway 287/26 über eine unbefestigte Straße, die Union Pass Road. Dieser ist von der Abzweigung vom Highway etwas über 20 Kilometer Richtung Süden zu folgen.
Es bietet sich bei dieser Route an, anfangs der sogenannten Seven Lakes Road zu folgen, einem nur für geländegängige Fahrzeuge fahrbaren Weg, der etwas über einen Kilometer nordöstlich des Passes in Richtung Südosten von der Union Pass Road abzweigt. Direkt nach der Abzweigung ist ein Bach zu queren, der South Fork Warm Spring Creek. Die Seven Lakes Road steigt in Richtung Osten an und wechselt dabei von der nördlichen auf die südliche Seite der Kontinentalen Wasserscheide. Oberhalb der Waldgrenze, auf einer Höhe von etwa 3140 Metern, wenn der Fahrweg sich nach Süden wendet, kann dieser verlassen werden um in nordöstlicher Richtung weglos dem Hauptkamm zuzustreben. Über diesen kann der Gipfel in östlicher Richtung unschwierig erreicht werden. Die Schwierigkeit dieser Wanderung wird mit Class 1 oder Class 2 im Yosemite Decimal System angegeben, der Zeitbedarf ab der Union Pass Road bis zum Gipfel liegt etwa bei 3,5 Stunden.